# ناهويل يري
ناهويل يري (بالإسبانية: Nahuel Yeri)‏ (12 سبتمبر 1991 بمار دل بلاتا في الأرجنتين - ) هو لاعب كرة قدم أرجنتيني في مركز الوسط. لعب مع بانفيلد وDeportivo Merlo ‏.

## روابط خارجية
- ناهويل يري على موقع قاعدة بيانات كرة القدم.إي يو (الإنجليزية)
- ناهويل يري على موقع Soccerway.com (الإنجليزية)